# Eucyclops siolii
Eucyclops siolii – gatunek widłonoga z rodziny Cyclopidae, nazwa naukowa gatunku została po raz pierwszy opublikowana w 1962 roku przez biologa Hansa-Volkmara Herbsta.